# Autobahndreieck Norderelbe
Das Autobahndreieck Norderelbe (kurz Dreieck Norderelbe, bis zum 6. Oktober 2019 Autobahnkreuz Hamburg-Süd, kurz Kreuz Hamburg-Süd) ist ein Autobahndreieck in Hamburg. Es verbindet die Bundesautobahn 1 (Hansalinie; E 22) mit der Bundesautobahn 255 (Abzweig Veddel).
Im Zuge der Herabstufung der A 252 zur B 75 am 6. Oktober 2019 wurde das bisherige Kreuz Hamburg-Süd in Autobahndreieck Norderelbe umbenannt.

## Geografie
Das Autobahndreieck liegt auf dem Stadtgebiet von Hamburg, genauer gesagt in den Stadtteilen Wilhelmsburg und Veddel im Bezirk Hamburg-Mitte. Es befindet sich etwa 5 km südlich der Hamburger Innenstadt und etwa 5 km nordöstlich von Hamburg-Harburg.
Rund einen Kilometer östlich verläuft die Norderelbe, die von der A 1 in Richtung Lübeck auf der Autobahnbrücke Moorfleet überquert wird. Unmittelbar westlich des Kreuzes befindet sich der Energieberg Georgswerder.
Außerdem ist es der einzige Knotenpunkt deutscher Autobahnen, der sich vollständig auf einer Insel befindet.
Das Autobahndreieck trägt auf der A 1 die Anschlussstellennummer 36 und auf der A 255 die Nummer 2.

## Bauform und Ausbauzustand
Die A 1 ist sechsstreifig, die A 255 teilweise auf bis zu acht Fahrstreifen ausgebaut, da sie auch die Verbindungen zwischen der B 75 von der Anschlussstelle Hamburg-Elbinsel und der A 1 aufnimmt. So verlaufen auf einem kleinen Stück in Richtung Norden sogar drei voneinander baulich getrennte zweispurige Fahrbahnen nebeneinander. Die Verbindungsrampen der Autobahnen sind zweispurig ausgeführt.
Das Autobahndreieck ist als linksgeführte Trompete angelegt und ist ein sogenanntes TOTSO, denn um aus Richtung Süden weiterhin auf der A 1 bleiben zu können, muss man von der Hauptfahrbahn abfahren. Folgt man dagegen dieser, so wechselt man automatisch auf die A 255.
Das frühere Autobahnkreuz Hamburg-Süd bestand im Wesentlichen aus zwei miteinander verbundenen Autobahndreiecken, es ließ sich also in einen Nord- und einen Südteil unterscheiden. Der frühere Nordteil bildete ein Vollständiges Dreieck. Er nahm die A 255 auf.

## Verkehrsaufkommen
Das Kreuz Hamburg-Süd wurde im Durchschnitt von täglich rund 190.000 Fahrzeugen befahren.
| Von                             | Nach                       | Durchschnittliche tägliche Verkehrsstärke | Durchschnittliche tägliche Verkehrsstärke | Durchschnittliche tägliche Verkehrsstärke | Anteil Schwerlastverkehr | Anteil Schwerlastverkehr | Anteil Schwerlastverkehr |
| Von                             | Nach                       | 2005                                      | 2010                                      | 2015                                      | 2005                     | 2010                     | 2015                     |
| ------------------------------- | -------------------------- | ----------------------------------------- | ----------------------------------------- | ----------------------------------------- | ------------------------ | ------------------------ | ------------------------ |
| AD Hamburg-Südost (A 1)         | AK Hamburg-Süd             | 102.500                                   | 106.300                                   | -                                         | 19,4 %                   | 16,5 %                   | -                        |
| AK Hamburg-Süd                  | AS Hamburg-Stillhorn (A 1) | 119.000                                   | 117.500                                   | 114.200                                   | -                        | 13,5 %                   | 13,3 %                   |
| AS Hamburg-Georgswerder (A 252) | AK Hamburg-Süd             | 044.200                                   | 060.300                                   | -                                         | 09,4 %                   | 09,3 %                   | -                        |
| AS Hamburg-Veddel (A 255)       | AK Hamburg-Süd             | -                                         | 093.800                                   | 100.900                                   | -                        | 08,6 %                   | 07,3 %                   |